# Karl Wolf (Fußballspieler)

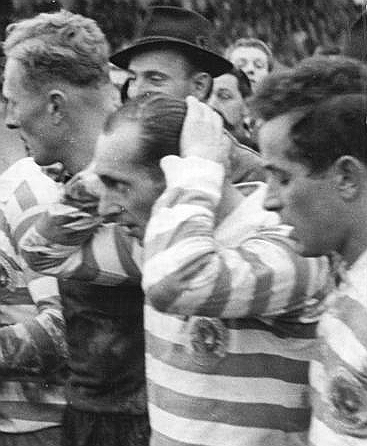
Karl Wolf (Mitte) 1956

Karl Wolf (* 27. Mai 1924 in Bernsbach; † 26. November 2005 ebenda) war ein deutscher Fußballspieler.

## Werdegang
Karl Wolf war seit 1933 als Fußballer aktiv und spielte seit in seiner Jugend in der Mannschaft seines Heimatorts, Saxonia Bernsbach. 1942 wechselte er zum WSV Celle und spielte dort bis 1944 in der Gauliga. Sein größter Erfolg war der Gewinn der Meisterschaft des Gaus Osthannover in der Saison 1943/44.
Am Ende des Zweiten Weltkrieges geriet Wolf in Gefangenschaft und konnte erst 1949 seine Laufbahn fortsetzen. Er fing 1949 in Bernsbach bei der BSG Aufbau an und kam 1950 zur damaligen BSG Zentra Aue (heute FC Erzgebirge Aue) unter dem Trainer Walter Fritzsch. Er spielte dort bis zu seinem Karriereende 1961. Sein erstes Spiel für Aue bestritt er am 3. September 1950 am 1. Spieltag der zweitklassigen Ligastaffel Süd bei der BSG Chemie Zeitz, wo er mit Zentra vor 4000 Zuschauern 0:2 verlor.
Sein letztes Spiel bestritt Wolf am 19. November 1960 in der Oberliga bei der BSG Chemie Zeitz (2:4). In der DDR-Oberliga bestritt er für Aue 233 Spiele und erzielte dabei 33 Tore. In der DDR-Liga bestritt er 1950 16 Spiele und erzielte dabei 10 Treffer. Zwischen 1957 und 1960 wurde er in 13 Spielen (1 Tor) um den Europapokal der Landesmeister eingesetzt. Karl Wolf wurde mit Wismut Aue, das in den 1950er und 1960er Jahren zeitweise als SC Wismut Karl-Marx-Stadt antrat, dreimal DDR-Meister 1956, 1957 und 1959 und einmal FDGB-Pokalsieger 1955. Bei insgesamt 13 Europapokal-Einsätzen für Aue gelang ihm ein Tor.
Außerdem kam er zu zehn Einsätzen in der Fußballnationalmannschaft der DDR. Sein Debüt gab er beim 0:1 gegen Rumänien am 8. Mai 1954 in Berlin. Sein letztes Länderspiel bestritt er am 25. September 1957 in Cardiff gegen Wales (1:4).
Anfang Februar 1956 nahm Wolf vom Stellvertreter des Vorsitzenden des Ministerrats, Walter Ulbricht, die staatliche Auszeichnung Meister des Sports entgegen und war somit einer von sechs Fußballspielern der DDR, die an jenem Tag diese Ehrung erhielten.
Sein zwei Jahre jüngerer Bruder Siegfried Wolf war ebenfalls ein erfolgreicher Fußballspieler und jahrelang sein Mannschaftskamerad in Aue. Er bildete mit ihm ein erfolgreiches „Mittelfeldgespann“, galt als Laufwunder und wurde für seine überragenden kämpferischen Qualitäten gelobt. In ihrem Zusammenspiel waren die „Wölfe“ für ihre Übersicht und ihren Torriecher bei vielen Gegnern gefürchtet.
Sein Name steht in einer Reihe mit den bedeutenden Fußballern seiner Zeit. Einer seiner Aussprüche steht stellvertretend für seine Einstellung:

„Ich kann nicht versprechen, dass ich gut spielen werde. Aber dass ich bis zum Umfallen kämpfen werde – das kann ich versprechen!“

Nach seiner Spielerkarriere war er in Aue von 1962 bis 1971 Co-Trainer unter Armin Günther, Bringfried Müller und Gerhard Hofmann. Bis zur Saison 1967/68 war er zudem Trainer der Reservemannschaft von Wismut Aue, bevor er 1971 Lehrausbilder an einer Wismut-Berufsschule wurde. Wolf starb am 26. November 2005 nach schwerer Krankheit.

## Auszeichnungen
- Meister des Sports: 1956